# Somma di Minkowski
In geometria la somma di Minkowski di due insiemi di punti
{\displaystyle A} e {\displaystyle B} in uno spazio vettoriale è l'insieme dei punti ottenuti addizionando
gli elementi di {\displaystyle A} con quelli di {\displaystyle B}. Se lo spazio vettoriale è il piano o lo spazio euclideo, la somma è un'operazione binaria tra due forme geometriche.
Questa operazione (chiamata anche dilatazione di A da parte di B) prende il nome dal matematico tedesco Hermann Minkowski, che per primo la definì, e trova applicazione nell'elaborazione e nell'analisi morfologica delle immagini (riduzione del rumore ed estrazione di forme).

## Definizione
Dato uno spazio vettoriale {\displaystyle V} e due suoi sottoinsiemi {\displaystyle A} e {\displaystyle B}, la somma di Minkowski è l'insieme così definito:
{\displaystyle A+B:=\{\mathbf {a} +\mathbf {b} \ |\mathbf {a} \in A\,,\mathbf {b} \in B\}.}

## Esempi

### Insiemi finiti di punti
Dati due 2-simplessi (cioè due triangoli) individuati dai vertici come
{(1, 0), (0, 1), (0, -1)}
e
{(0, 0), (1, 1), (1, -1)} ,
la somma di Minkowski deve contenere tutti i punti ottenibili sommando coppie di vertici, cioè i punti
{(1, 0), (2, 1), (2, -1), (0, 1), (1, 2), (1, 0), (0, -1), (1, 0), (1, -2)},
e tutti i punti ottenibili come combinazioni convesse dei precedenti, cioè tutti i punti dell'esagono convesso che ha come vertici i punti
(0,1), (1,2), (2,1), (2,-1), (1,-2), (0,-1) .
|  |  |  |

### Insiemi continui di punti

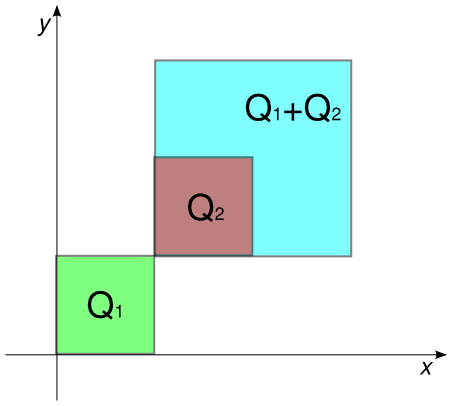
La somma di Minkowski di due quadrati.

Siano dati due quadrati di lato 1, così definiti:
{\displaystyle Q_{1}=\left\{(x,y)\in \mathbb {R} ^{2}\mid 0\leq x\leq 1,\,0\leq y\leq 1\right\}}
{\displaystyle Q_{2}=\left\{(x,y)\in \mathbb {R} ^{2}\mid 1\leq x\leq 2,\,1\leq y\leq 2\right\}}.
Si verifica facilmente che la somma {\displaystyle Q_{3}=Q_{1}+Q_{2}} è definita da:
{\displaystyle Q_{3}=\left\{(x,y)\in \mathbb {R} ^{2}\mid 1\leq x\leq 3,\,1\leq y\leq 3\right\}}.
Se invece dei quadrati pieni, si prende solo il bordo di {\displaystyle Q_{1}} o {\displaystyle Q_{2}} (o di entrambi), la somma di Minkowski dà sempre il quadrato pieno {\displaystyle Q_{3}} (infatti ogni punto interno si può ottenere come somma di un punto su un lato orizzontale con un punto un lato verticale).

## Proprietà
Per la somma di Minkowski si possono dimostrare numerose proprietà; di seguito ne vengono riportate alcune, raggruppate per tipologia; il primo gruppo è relativo alle caratteristiche algebriche dell'operazione:
- la somma è associativa;
- la somma è commutativa;
- l'elemento neutro è l'insieme {\displaystyle \{\mathbf {0} \}} costituito dalla sola origine;
- in generale non esiste l'inverso di un elemento.

Tra le proprietà geometriche possiamo invece annoverare le seguenti:
- se entrambi gli addendi sono sottospazi vettoriali dello spazio ambiente lo è anche la loro somma;
- se uno dei due addendi è traslato, lo è anche la somma;
- se l'origine viene spostata, la somma viene traslata nella direzione opposta con la stessa intensità;
- il perimetro della somma di due figure è uguale alla somma dei loro perimetri.

Infine, in alcuni casi particolari è possibile prevedere la forma della somma sulla base della forma degli addendi:
- se i due addendi sono convessi, lo è anche la loro somma;
- la somma di una figura e della sua simmetrica rispetto all'origine ha simmetria centrale;
- se {\displaystyle X=B(\mathbf {x} ,r)} è la palla di centro {\displaystyle \mathbf {x} } e raggio {\displaystyle r}, {\displaystyle Y=B(\mathbf {y} ,s)} è la palla di centro {\displaystyle \mathbf {y} } e raggio {\displaystyle s}, la somma vale {\displaystyle X+Y=B(\mathbf {x} +\mathbf {y} ,r+s)}.

## Altre operazioni
Partendo dalla somma di Minkowski è possibile definire numerose operazioni derivate.

### Sottrazione
Anche se la somma di Minkowski non possiede un elemento inverso, è tuttavia possibile definire un'operazione con caratteristiche simili.
Dato {\displaystyle y\in Y}, definiamo
{\displaystyle X+y=X+\left\{y\right\}}
che è la traslazione di X in direzione y.
La somma si può allora scrivere
{\displaystyle X+Y=\bigcup _{y\in Y}\left(X+y\right)}.
La sottrazione di Minkowski , o erosione,  è allora definita come
{\displaystyle X-Y=\bigcap _{y\in Y}\left(X-y\right)}
che può essere anche scritto come
{\displaystyle X-Y=\{z:(Y+z)\subseteq X\}}.
Questa operazione è invariantiva nel senso che
{\displaystyle (X+z)-(Y+z)=X-Y}.

### Chiusura e apertura
Dilatazione ed erosione non sono inverse una dell'altra; è pertanto possibile definire le due seguenti operazioni non banali:
- chiusura: {\displaystyle C(X,Y)=(X+Y)-Y};
- apertura: {\displaystyle O(X,Y)=(X-Y)+Y}.

Se {\displaystyle Y} è un cerchio, l'operazione di apertura corrisponde alla figura generata dal cerchio rotolando all'interno di {\displaystyle X}, quella di apertura al rotolare del cerchio all'esterno di {\displaystyle X}. In entrambi i casi si ottiene uno smussamento degli angoli di {\displaystyle X}.

## Applicazioni
L'addizione di Minkowski gioca un ruolo centrale nella morfologia matematica. Questo interviene nel paradigma di pennello e aste della computer grafica 2D (introdotto da Donald E. Knuth per il sistema di definizione di caratteri tipografici METAFONT), e si conforma all'operazione di movimento solido della computer grafica 3D.
L'addizione di Minkowski viene inoltre utilizzata in uno stadio della dimostrazione del teorema di Minkowski, nella forma particolare
{\displaystyle \mathbf {C} +_{Mnk}\mathbf {C} =2\mathbf {C} }
per un insieme convesso simmetrico C che contiene 0, dove il membro sinistro denota la somma di Minkowski e il membro destro il suo ampliamento per un'omotetia di un fattore 2.
Questa operazione è qualche volta chiamata la convoluzione di due insiemi. Si tratta di una dizione piuttosto inappropriata:
la effettiva convoluzione delle funzioni indicatrici degli insiemi infatti è una funzione con lo stesso supporto della somma di Minkowski.